# کوکی اچ‌تی‌تی‌پی
کوکیِ اچ‌تی‌تی‌پی یا کُلوچَک اچ‌تی‌تی‌پی(به انگلیسی: HTTP Cookie) بسته‌ای از اطلاعات است که توسط سرور وب سایت مورد نظر یا جاری به مرورگرهای اینترنتی فرستاده می‌شود و در صورت لزوم نیز از مرورگرهای کاربران به سرور بازمی‌گردد. ایجاد کنندگان وبگاه‌ها کوکی‌ها را می‌سازند تا امکان دسترسی بهتر به سایتشان را فراهم کنند. لو مونتولی (Lou Montulli) یکی از کارمندان شرکت نت‌اسکیپ کامیونیکیشنز (Netscape Communications) اولین کسی بود که تکنیک کوکی را به اجرا درآورد.
کوکی وب، کوکی اینترنتی، کوکی مرورگر یا کوکی قطعه کوچکی از اطلاعات است که هنگام مرور وب سایت توسط مرورگر وب در رایانه کاربر ذخیره می‌شود. کوکی‌ها به عنوان سازوکار قابل اطمینان برای به خاطر سپردن اطلاعات مناسب (مانند موارد اضافه شده در سبد خرید در فروشگاه آنلاین) یا ثبت فعالیت مرور کاربر (از جمله کلیک کردن روی دکمه‌های خاص، ورود به سامانه یا ضبط صفحه‌هایی که بازدید شده‌اند)، برای وب سایت‌ها طراحی شده‌اند. همچنین می‌توان از آنها برای به خاطر سپردن اطلاعاتی که کاربر قبلاً در قسمت‌های فرم وارد کرده‌است مانند نام، نشانی، گذرواژه و شماره کارت پرداخت استفاده کرد.
کوکی‌ها عملکردهای اساسی را در وب مدرن انجام می‌دهند. شاید از همه مهم‌تر، کوکی‌های احراز هویت رایج‌ترین روشی است که سرورهای وب از آن استفاده می‌کنند تا بدانند آیا کاربر به سیستم وارد شده‌است یا خیر، و با چه حسابی وارد سسمانه شده‌اند. بدون چنین سازوکاری، سایت نمی‌داند صفحه ای حاوی اطلاعات حساس ارسال کند یا از کاربر می‌خواهد با ورود به سیستم احراز هویت شود. امنیت کوکی احراز هویت به‌طور کلی به امنیت وب‌سایت صادرکننده و مرورگر وب کاربر بستگی دارد و اینکه آیا داده‌های کوکی رمزگذاری شده‌است. آسیب‌پذیری‌های امنیتی ممکن است اجازه دهد داده‌های کوکی توسط یک هکر خوانده شود، برای دسترسی به داده‌های کاربر استفاده شود، یا برای دستیابی (با اعتبار کاربر) به وب سایتی که کوکی به آن تعلق دارد استفاده شود. (برای اطلاعات بیشتر تزریق اسکریپت از طریق وبگاه و جعل درخواست میان‌وب‌گاهی را ببینید)
کوکی‌های ردیابی، و به ویژه کوکی‌های ردیابی شخص ثالث، معمولاً به عنوان روش‌هایی برای تهیه پیشینه طولانی‌مدت سابقه مرور افراد مورد استفاده قرار می‌گیرند - یک نگرانی بالقوه دربارهٔ حریم خصوصی که باعث شد قانونگذاران اروپایی و ایالات متحده در سال ۲۰۱۱ اقدام کنند. قانون اروپا ایجاب می‌کند قبل از ذخیره کوکی‌های غیر ضروری در دستگاه خود، همه وب‌سایت‌هایی که کشورهای عضو اتحادیه اروپا را هدف قرار می‌دهند، «رضایت آگاهانه» کاربران را به‌دست آورند.
جن هورن، پژوهشگر پروژه صفر گوگل، روش‌های خواندن کوکی‌ها توسط واسطه‌ها، مانند ارائه دهندگان نقاط اتصال Wi-Fi را توصیف می‌کند. وی توصیه می‌کند در چنین شرایطی از مرورگر در حالت ناشناس استفاده کنید.

## شیوه کار

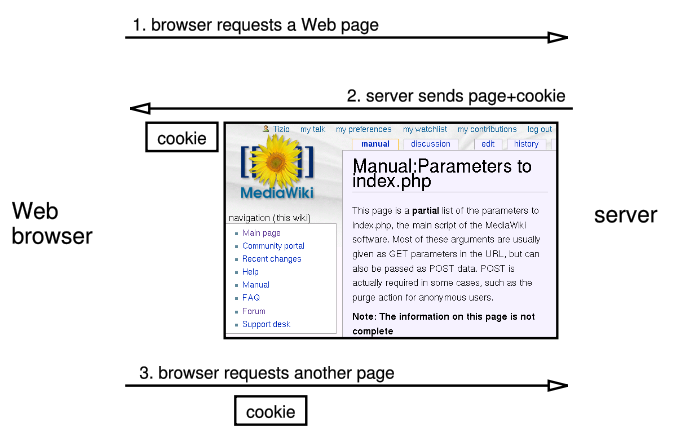
فرایند ارسال کوکی ها از سمت سرور به کلاینت و پذیرش توسط مرورگر کلاینت

اچ‌تی‌تی‌پی یک پروتکل فراموشکار است و در شرایط طبیعی هرگز گذشته‌اش را به خاطر نمی‌آورد؛ یعنی اگر شما ده‌ها فرمان اچ‌تی‌تی‌پی به سوی سرویس دهنده بفرستید هیچ ارتباط منطقی بین آن‌ها تشخیص نخواهد داد. کلید حل این مسئله بهره‌گیری از مکانیزمی برای ایجاد یک نشست بین مرورگر و سرویس دهندهٔ وب است.
در تمام برنامه‌های کاربردی وب برای ایجاد یک نشست با کاربر، اطلاعات مختصری از اولین درخواستِ کاربر (که عموماً با فرایند احراز هویت آغاز می‌شود) بر روی سرویس دهنده ذخیره و نگهداری می‌شود و در ازای آن یک شناسهٔ یکتا به نام شناسه نشست (Session ID) به مرورگر برگردانده می‌شود. در ارسال درخواست‌های بعدی مرورگر باید با ارسال Session ID به یاد سرویس دهندهٔ وب بیاورد که «کیست»، «چه کار دارد» و «قبلاً چه کارهایی انجام داده‌است». در گذشته Session ID در لابلای برچسب‌های صفحهٔ وب جاسازی و پنهان می‌شد ولی امروزه مهم‌ترین روش پیاده‌سازی مکانیزم Session ID استفاده از کلوچک است که در پروتکل HTTP/1.1 (در سرایند درخواست و پاسخ) از آن پشتیبانی شده‌است.
کوکی معمولاً یک فایل کوچک (حداکثر 4KB) یا یک رشته متنی است. مرورگر این کوکی‌ها را در یک دایرکتوری خاص روی رایانه کاربر ذخیره می‌کند. کاربر می‌تواند مانع ذخیره دائم کوکی روی دیسک سختش شود؛ در این حالت کوکی در حافظه موقت مرورگر ذخیره می‌شود و تا موقعی که مرورگر فعال است امکان دنبال کردن یک نشست وجود دارد.

## فیلدهای اطلاعاتی کوکی
در یک کوکی چندین فیلد اطلاعاتی درج می‌شود:
1. دامنه اینترنتی (Domain) وب سایتی که کوکی را ایجاد کرده مشخص می‌کند.
2. Path مسیر دایرکتورهایی که اطلاعات وضعیت در آن جا ذخیره شده را مشخص می‌کند.
3. Content تمام اطلاعات مورد نیاز سرویس دهنده را برای حفظ حالت نشست و یادآوری گذشتهٔ آن شامل می‌شود.
4. Expire تاریخ انقضای کوکی را مشخص می‌کند. بعد از آن اطلاعات وضعیت پاک می‌شود و نشستی در کار نخواهد بود.
5. Secure به خاطر حساس بودن اطلاعات کوکی باید برای یک سرویس دهندهٔ امن (Secure Server) فرستاده شود.[۸]

## کاربرد
معمولاً کوکی‌ها کاربردهای زیر را دارند:
1. معرفی و شناسایی کاربران ثبت شده یک وبگاه (بنابراین کاربران وبگاه‌ها در صورتی که قبلاً به وبگاه وارد شده باشند، لازم نیست دوباره به وبگاه وارد شوند)
2. برخی از اطلاعات کاربران مثل سبد خرید که در صفحات مختلف قابل دسترسی است
3. رفت‌وآمدهای کاربران به داخل وبگاه
4. شخصی‌سازی سایت‌ها
5. امکان ردگیری فعالیت‌های کاربران

## انواع کوکی
کوکی‌ها دو نوع هستند: کوکی‌های موقت و کوکی‌های ماندگار. کوکی‌های موقت با بسته شدن سایت از بین می‌روند و برای حرکت بین صفحات استفاده می‌شوند و کوکی‌های ماندگار تاریخ انقضاء دارند و تا آن تاریخ بر روی رایانه فرد می‌مانند. محل ذخیره شدن کوکی‌ها به مرورگری که استفاده می‌کنید بستگی دارد. اطلاعات ذخیره شده در کوکی‌ها ثابت نیست و برنامه نویسان صفحات وب برای کاربردهای مختلف از آن استفاده می‌کنند. کوکی‌ها ممکن است ناقض حقوق شخصی کاربران بوده و سبب کاهش امنیت سیستم‌های آنها شوند. می‌توانید با تنظیماتی که در مرورگر خود انجام می‌دهید، از ورود کوکی‌ها مطلع شوید یا جلوی ورود آنها را بگیرید. در غیر این صورت آنها بدون هیچ نشانی وارد دیسک سیستم شما می‌شوند. سپس می‌توانند بدون اطلاع شما برای کارهای خاصی که ممکن است مطلوب شما نباشد استفاده شوند (مثل هدف قرار دادن برای اعمال تبلیغاتی).